# Crossfaith
I Crossfaith (クロスフェイス?, Crossfaith) sono un gruppo musicale giapponese formatosi a Osaka nel 2006.
Sono uno dei primi gruppi orientali appartenenti al genere electronicore ad aver ottenuto successo al di fuori del proprio Paese.

## Storia del gruppo
Inizialmente Koie Kenta, Takemura Kazuki e Tamano Terufumi erano in una cover band che reinterpretava brani dei Linkin Park e dei Limp Bizkit. Quando il gruppo si sciolse, i tre decisero di formare insieme un nuovo gruppo nu metal, e Kenta diede inizio a delle audizioni per la scelta di un batterista. La scelta ricadde su Tatsuya Amano, che impressionò la band con una cover di (sic) degli Slipknot. Successivamente entrò nella formazione anche il disc jockey Tamano Terufumi, per permettere al gruppo di unire la loro attitudine metal all'elettronica. Dopo aver realizzato il loro primo EP indipendentemente, i Crossfaith si dedicano a una lunga serie di tour supportando gruppi come Hatebreed, Machine Head, In This Moment, Bleeding Through, The Used, August Burns Red e Memphis May Fire. Pubblicano il loro album di debutto, The Artificial Theory for the Dramatic Beauty, nel 2009 sotto l'etichetta giapponese Zestone Records. Con la stessa pubblicano nel 2012 anche il loro secondo album, The Dream, the Space, che a differenza del precedente viene pubblicato anche negli Stati Uniti tramite la Tragic Hero Records, con cui la band firma nel marzo 2011. La band comincia a suonare anche in Europa, supportando prima gli Of Mice and Men e successivamente i While She Sleeps. Nel settembre 2012 pubblicano sia in Giappone che negli Stati Uniti l'EP Zion, che nel febbraio 2013 viene pubblicato anche in Europa dalla Search and Destroy Records. Dopo essersi esibiti in Australia in occasione del Soundwave Festival, il gruppo si sposta in Inghilterra per supportare i Bring Me the Horizon ed esibirsi per la prima volta da headliner a Londra e a Stoke-on-Trent, riscuotendo un grande successo di pubblico e di critica. A luglio e ad agosto 2013 i Crossfaith si esibiscono anche negli Stati Uniti durante il Warped Tour e tornano nel Regno Unito per il Reading and Leeds Festival. Il 4 settembre 2013 pubblicano il loro terzo album, intitolato Apocalyze, in Giappone sotto l'etichetta Smaller Recordings (etichetta della Sony Music Japan), negli Stati Uniti dalla The End Records, e in Europa dalla Search and Destroy, in associazione con la Sony Music.
Nel settembre 2015 è uscito il quarto album in studio della band, Xeno, il primo pubblicato dalla UNFD in Europa, dalla Ariola Japan in Giappone e dalla Razor & Tie in Australia, Nuova Zelanda ed Europa. Tale collaborazione viene confermata con la trilogia di EP New Age Warriors, Freedom e Wipeout, pubblicati tra il 2016 e il 2018.
Il 3 agosto 2018 uscirà in tutto il mondo il quinto album di inediti Ex Machina.

## Stile musicale
Nonostante tutti i membri del gruppo siano giapponesi, la band canta unicamente testi in inglese. Il suo stile musicale è un mix di heavy metal ed elettronica, e più in particolare è stato definito come un mix di Slipknot e The Prodigy. Più in generale, i Crossfaith sono stati descritti come appartenenti al genere electronicore, frutto dell'unione del metalcore e della musica elettronica.
Parlando dello stile musicale dei Crossfaith, il cantante Koie Kenta ha detto:

## Formazione
- Koie Kenta – voce (2006-presente)
- Takemura Kazuki – chitarra (2006-presente)
- Ikegawa Hiroki – basso (2008-presente)
- Amano Tatsuya – batteria, percussioni (2006-presente)
- Tamano Terufumi – tastiera, sintetizzatore, programmazione, voce secondaria (2006-presente)

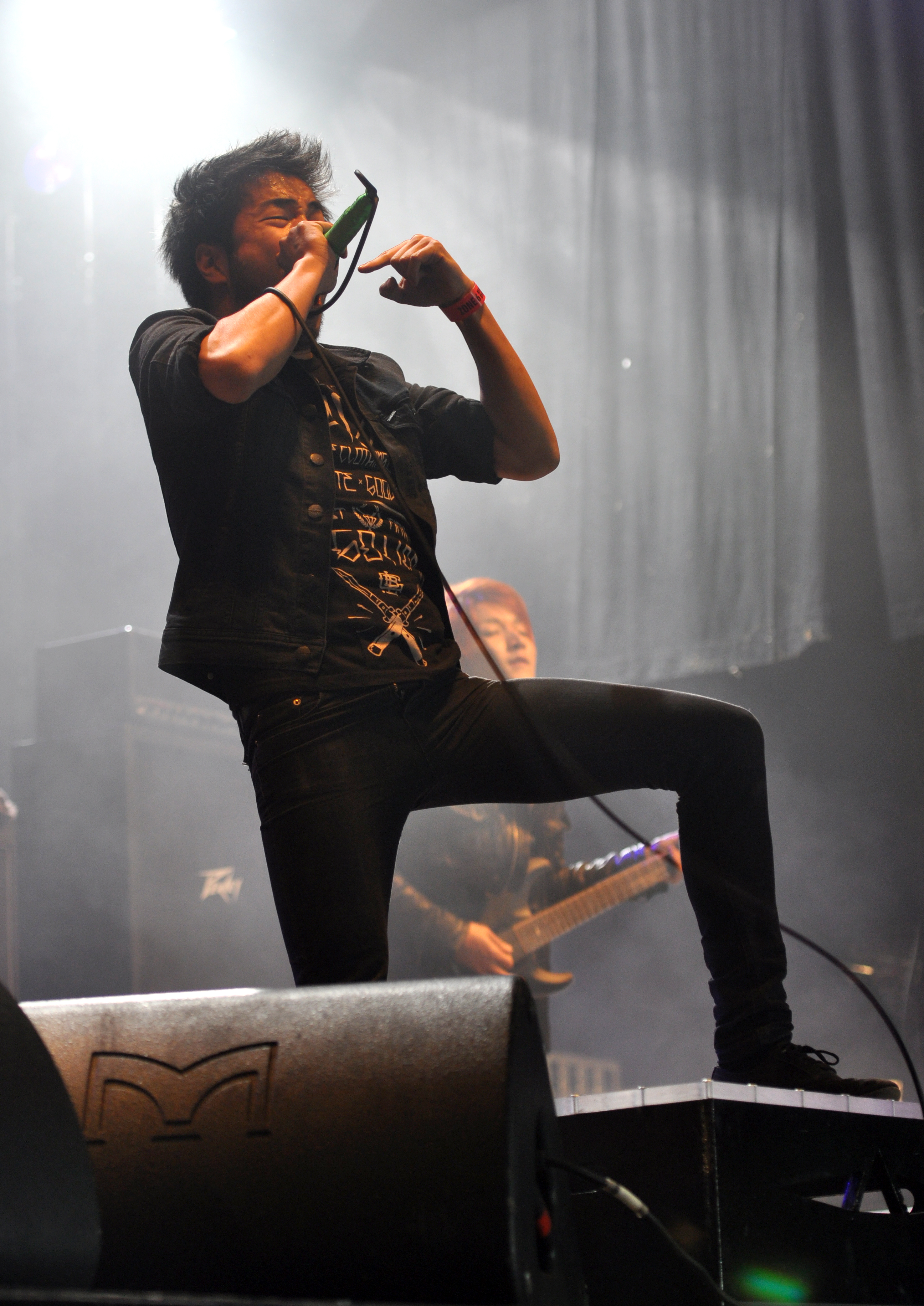
Koie Kenta
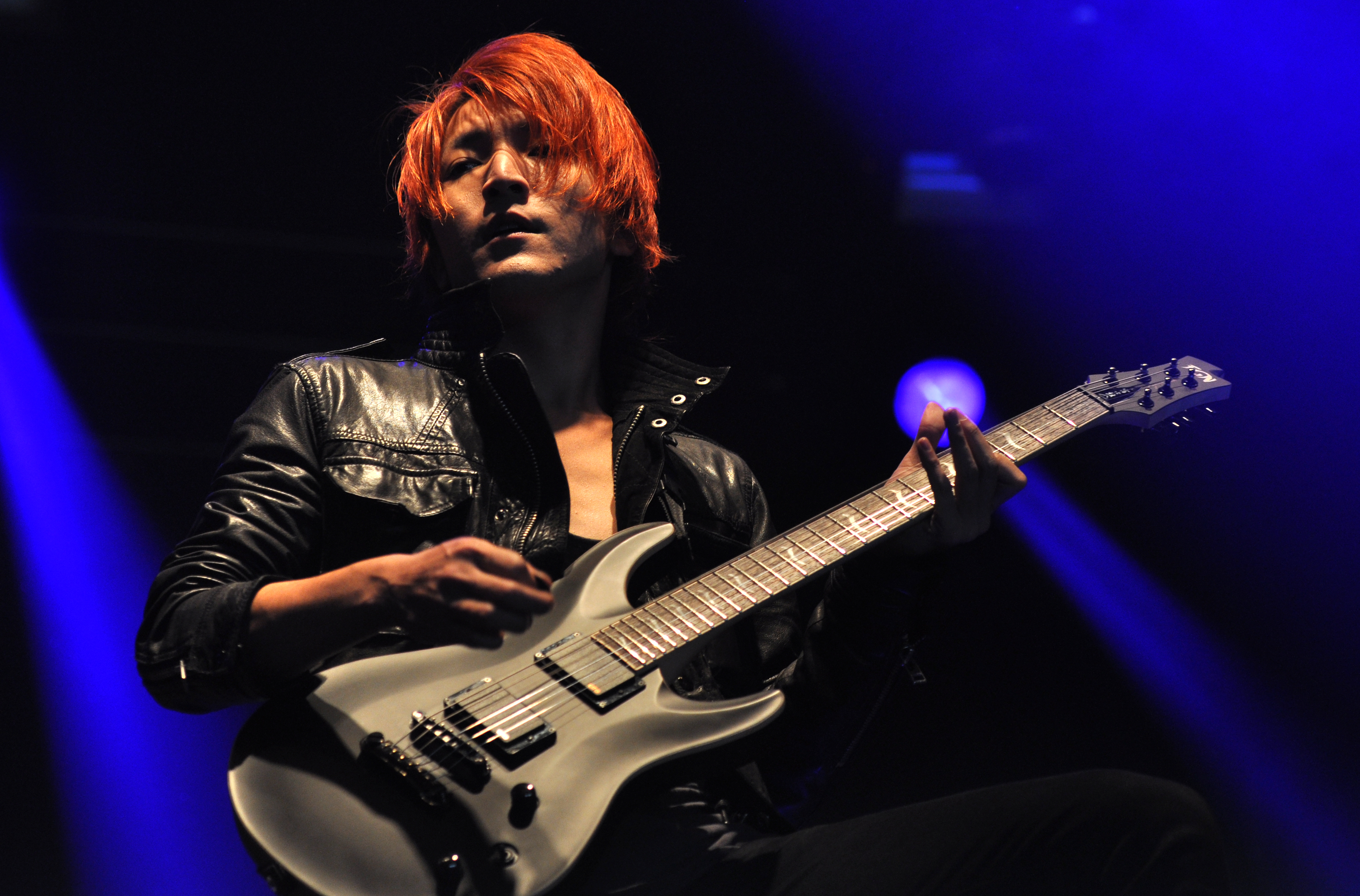
Takemura Kazuki
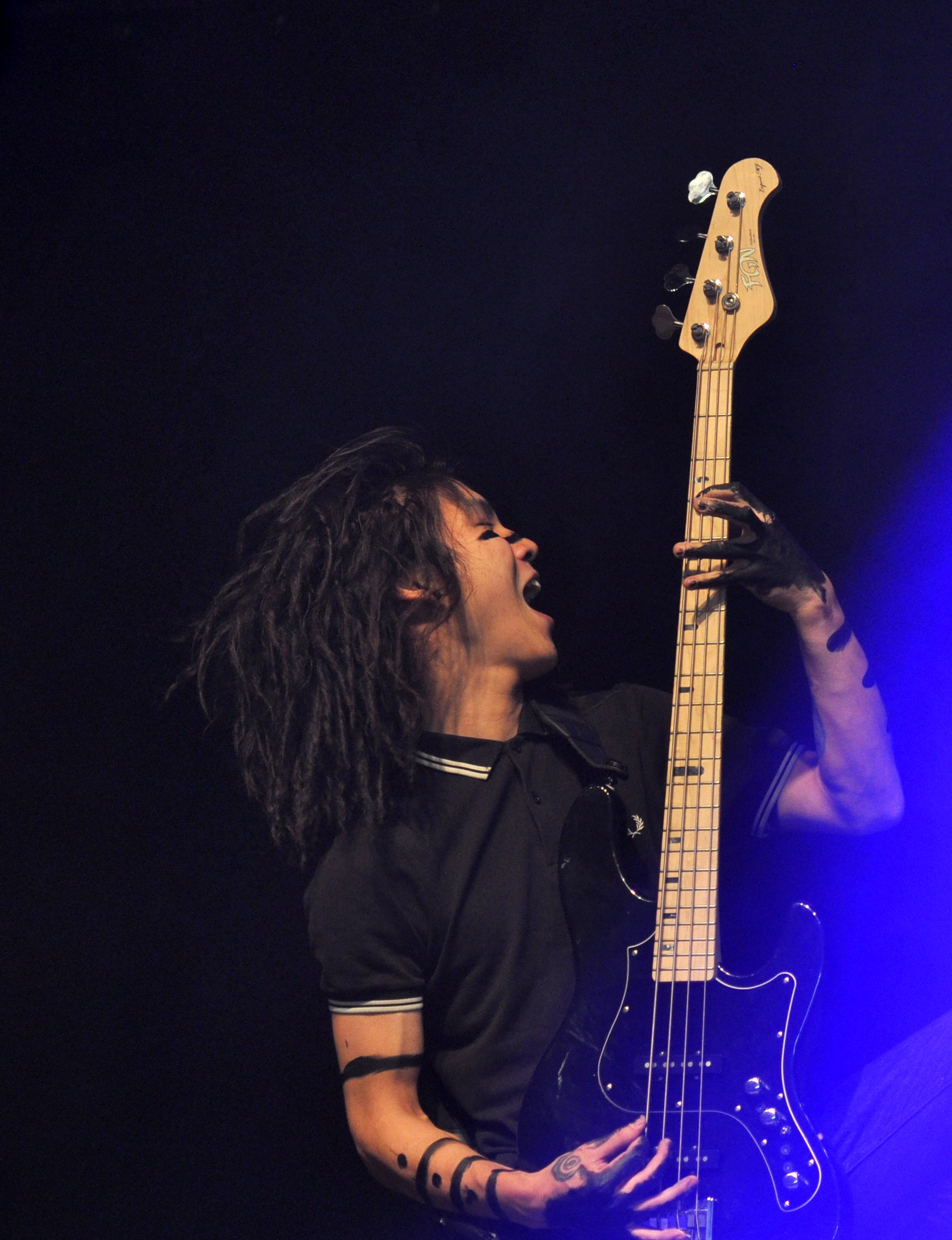
Ikegawa Hiroki
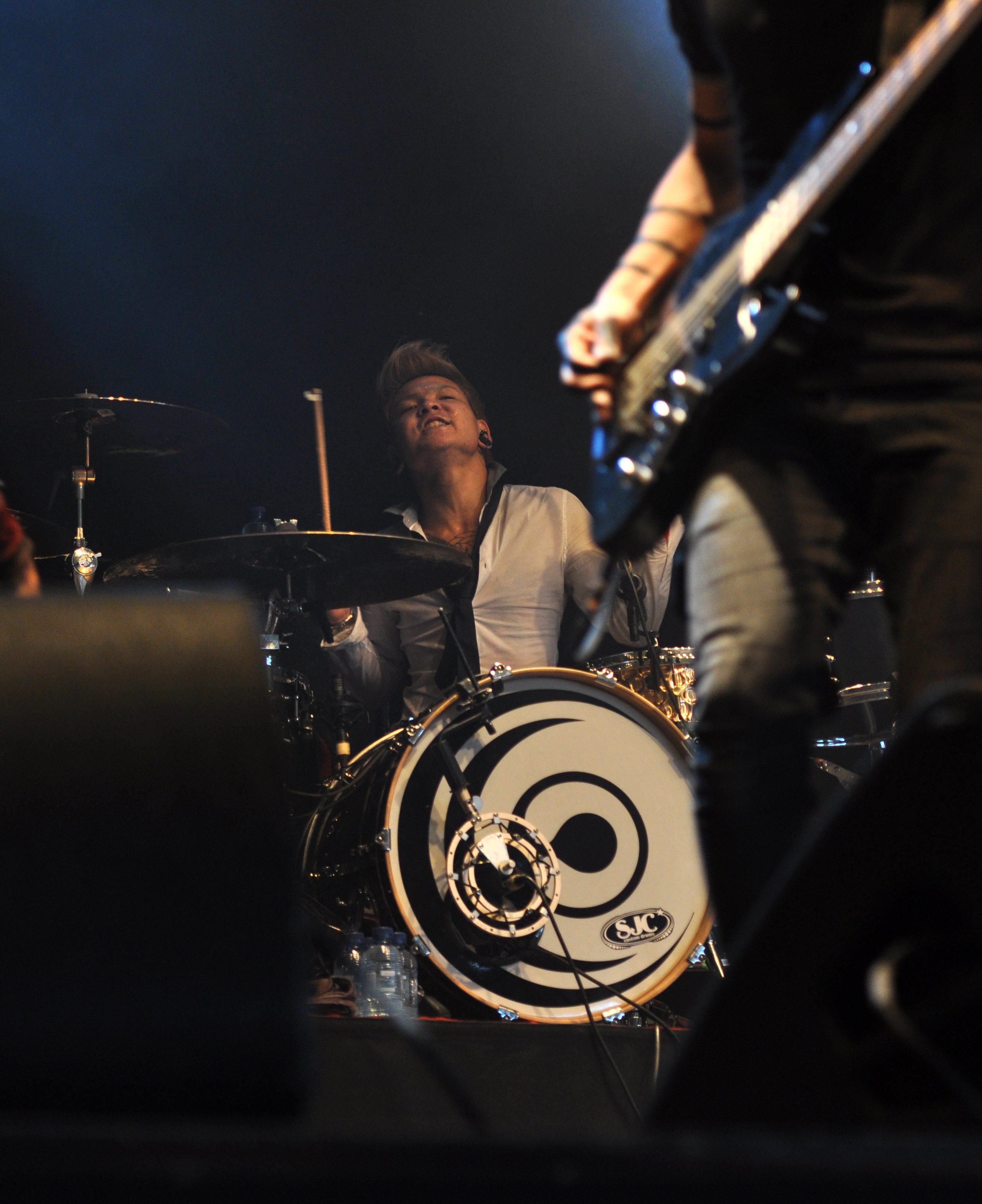
Amano Tatsuya
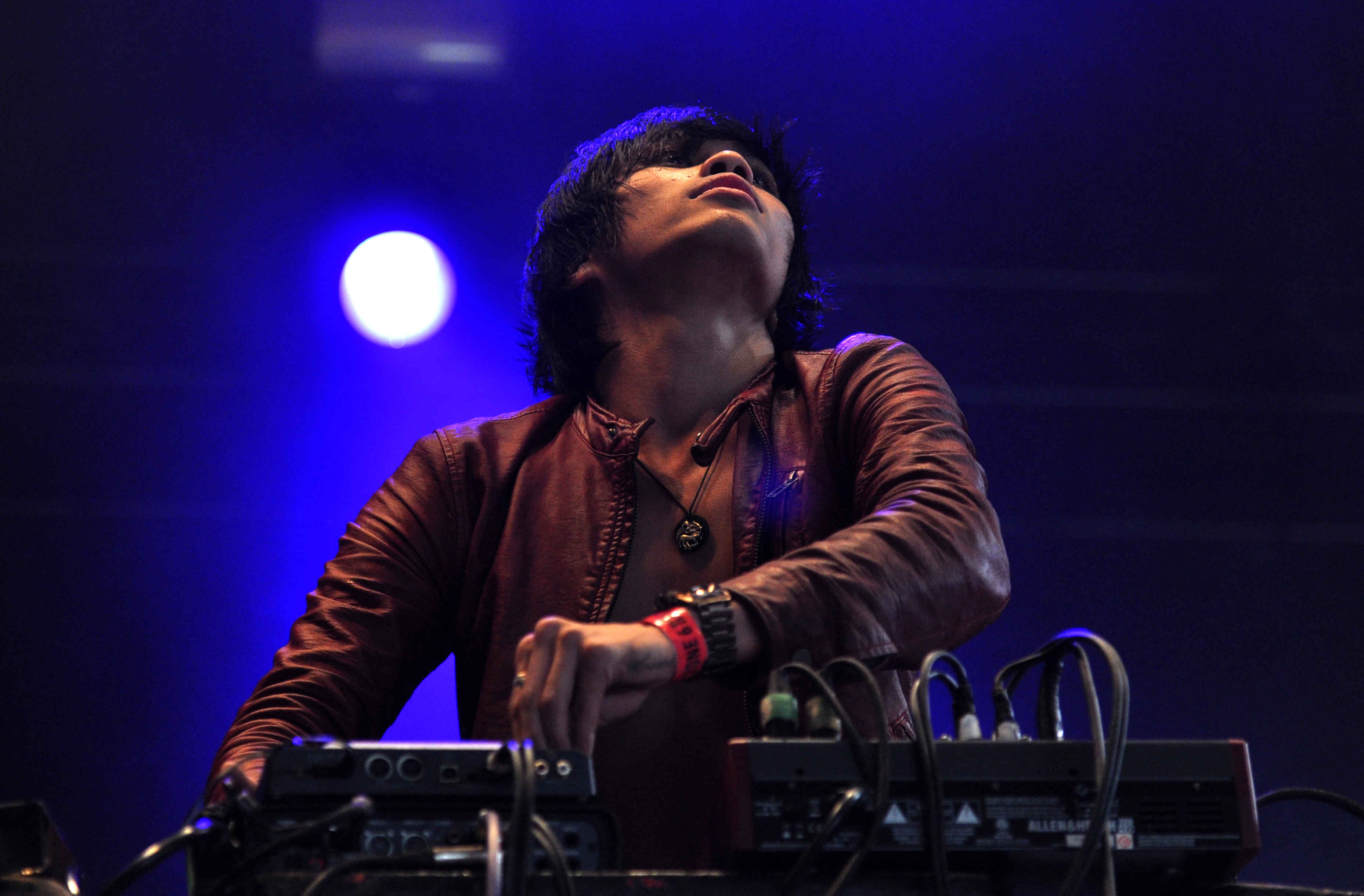
Tamano Terufumi

## Discografia

### Album in studio
- 2011 – The Dream, the Space
- 2013 – Apocalyze
- 2015 – Xeno
- 2018 – Ex Machina

### EP
- 2009 – The Artificial Theory for the Dramatic Beauty
- 2012 – Zion
- 2016 – New Age Warriors
- 2017 – New Age Warriors Remix
- 2017 – Freedom
- 2018 – Wipeout